# NHKニュースワイド
『NHKニュースワイド』（エヌエイチケイニュースワイド、英称: NHK NEWS WIDE）は、NHK総合テレビジョンで1980年4月7日から1988年4月2日まで放送されていた朝の情報番組・報道番組。

## 概要
それまで総合テレビは、7時台に全国ニュースを放送した後に情報番組『スタジオ102』を放送していたが、この番組はそれをひとまとめにして、NHK初の早朝ニュースショーを確立した。
72分間にわたって放送する総合編集による大型ニュース番組で、さまざまな情報や話題などを親しみやすくお茶の間に伝えるというのをコンセプトにしていた。
当初はNHKアナウンス室副主管だった森本毅郎が先輩の山川静夫にキャスター就任打診をしたが、固辞したため、森本が担当となった。

## 放送時間
全てJST。
| 期間     | 期間      | 放送時間                             | 補足                                |
| -------- | --------- | ------------------------------------ | ----------------------------------- |
| 1980.4.7 | 1983.4.2  | 月曜日 - 土曜日 7:00 - 8:12（72分）  | 7:30 - 7:45はローカルニュースを放送 |
| 1983.4.4 | 1984.3.31 | 月曜日 - 土曜日 7:00 - 8:14 （74分） | 7:55 - 8:10はローカルニュースを放送 |
| 1984.4.2 | 1988.4.2  | 月曜日 - 土曜日 6:45 - 8:13 （88分） | 7:30 - 7:50はローカルニュースを放送 |

なお、土曜日は7時30分以降ローカル放送であった。この形式は現在まで引き継がれている。また、1984年5月に試験放送を開始した衛星第1テレビ（1987年7月以後は衛星第2テレビ）でも同時放送されたが、ローカルニュース（7時30分 - 7時50分。土曜日は8時13分まで）は当初は関東7都県向けのものをそのまま送り、その後は週替わりで各地域拠点局制作のローカルニュースを放送していた。
- 1984年度から1987年度は土曜日を含む祝日は放送休止（代替に7時 - 7時20分まで全国ニュース、7時20分 - 7時25分まではローカルニュースと8時から10分間のニュースを放送）

## 出演者

### メインキャスター
| 期間     | 期間      | 月・火・水曜日 | 月・火・水曜日 | 木・金曜日          | 木・金曜日          | 土曜日     | 土曜日     |
| -------- | --------- | -------------- | -------------- | ------------------- | ------------------- | ---------- | ---------- |
| 1980.4.7 | 1981.1.31 | 森本毅郎       | 頼近美津子     | 森本毅郎            | 山根基世            | 明石勇     | 山根基世   |
| 1981.2.2 | 1982.4.3  | 森本毅郎       | 介川裕子       | 森本毅郎            | 山根基世            | 明石勇     | 山根基世   |
| 1982.4.5 | 1983.4.2  | 森本毅郎       | 丸山朋子       | 森本毅郎            | 池田裕子            | 明石勇     | 池田裕子   |
| 期間     | 期間      | 平日           | 平日           | 平日                | 平日                | 土曜日     | 土曜日     |
| 1983.4.4 | 1984.2.29 | 森本毅郎       | 森本毅郎       | 吉村秀美            | 吉村秀美            | 草野仁     | 加藤尚宏   |
| 1984.3.1 | 1984.3.31 | 草野仁         | 草野仁         | 吉村秀美            | 吉村秀美            | 草野仁     | 加藤尚宏   |
| 1984.4.2 | 1985.3.30 | 曾我健         | 曾我健         | 加藤広文            | 加藤広文            | 小宮山洋子 | 小宮山洋子 |
| 1985.4.1 | 1986.4.5  | 曾我健         | 曾我健         | 池田裕子 目加田頼子 | 池田裕子 目加田頼子 | 小宮山洋子 | 小宮山洋子 |
| 1986.4.7 | 1988.4.2  | 今井義典       | 今井義典       | 桜井洋子            | 桜井洋子            | 小宮山洋子 | 小宮山洋子 |

備考
- 曾我・今井以外は、NHKアナウンサー（当時）。
- 介川・小宮山は、前身の『スタジオ102』より再登板。
- 番組開始当初は、森本・頼近以外に梶原四郎も加わり、ニュースを伝えていた。
- 頼近は、フジテレビ移籍（小川宏ショー・アシスタント就任）のため、1981年1月27日（火曜日）で限りで降板[7]。本来担当していた1月28日（水曜日）は、木曜から土曜を担当していた山根が担当[8]。
- 森本も、TBS専属アナウンサー転身に伴う退局のため、1983年度を1ヶ月残した1984年2月29日限りで降板[4]。3月中は、草野が月曜から土曜まで週6日を担当[5][6]。
- 桜井は、次番組の『NHKモーニングワイド』も続投。今井は、『NHKニュース おはよう日本』のキャスターで再登板。
- 森本と池田は、フリー転身後に『森本ワイド モーニングEye』でもコンビで司会を務めた。森本自身は後年似たような例として、小島奈津子との2回共演がある。

### スポーツ
- 松平定知
- 野口博康
- 立子山博恒
- 杉林昇
- 福澤浩行
- 肥土貴美男ほか

### 天気予報
- 久能木あゆみ（現・渡邊あゆみ）
- 桜井洋子
- 灘陽子（現・森口瑤子） - 1985年度土曜担当

### リポーター
- 幸田儔朗 - 番組開始当初
- 木村知義[注釈 3]
- 樋口淳一ほか

## テーマ音楽・オープニング
- 初代：1980年4月7日 - 1983年4月2日：坂本龍一（坂本のベストアルバム『CM/TV』に収録）
- 2代目：1983年4月4日 - 1984年3月31日：冨田勲
- 3代目：1984年4月2日 - 1985年3月30日：喜多郎
- 4代目：1985年4月1日 - 1986年4月5日：加曽利康之 「Midtown Manhattan」[9]
- 5代目：1986年4月7日 - 1988年4月2日：加曽利康之

## ローカルニュース
| 放送局名 | 番組名 |
| -------- | --- |
| 札幌局   | 『北海道の窓』→『北海道ニュースワイド』 |
| 青森局   | 『NHKニュースワイド青森』 |
| 秋田局   | 『NHKニュースワイド秋田』 |
| 盛岡局   | 『NHKニュースワイド岩手』 |
| 山形局   | 『NHKニュースワイド山形』 |
| 仙台局   | 『きょうの話題』・『ニュースワイドみやぎ730』・『ニュースワイド東北』→『ウィークエンド東北』 |
| 福島局   | 『NHKニュースワイド福島』 |
| 首都圏   | 『フレッシュロータリー』（1980年4月7日 - 1983年4月2日） - 1976年4月から放送していた『テレビロータリー』のタイトルを変えて内包。 - 西依ちづる（1980年4月7日 - 1982年4月3日、月曜 - 土曜） - 岡野郁子（1982年4月5日 - 1983年4月2日、月曜 - 土曜） 『NHKニュースワイドローカル』（1983年4月4日 - 1984年3月31日） - 吉村秀實（月曜 - 金曜）、加藤尚宏（土曜） |
| 新潟局   | 『フレッシュロータリー新潟』（水 - 土）→『NHKニュースワイド新潟』（水 - 土） |
| 長野局   | 『フレッシュロータリーながの』（水 - 土）→『NHKニュースワイドながの』（水 - 土） |
| 甲府局   | 『NHKニュースワイドやまなし』（水 - 土） |
| 静岡局   | 『きょうのリポート』→『ニュースワイド静岡』 |
| 名古屋局 | 『きょうのリポート』→『NHKニュースワイド』・『ウイークエンド中部』 |
| 富山局   | 『きょうのリポート』→『ニュースワイドとやま』 |
| 金沢局   | 『きょうのリポート』 |
| 福井局   | 『きょうのリポート』 |
| 大阪局   | 『NHKニュースワイドきんき』・『土曜ニュースワイド』 |
| 鳥取局   | 『NHKニュースワイドとっとり』 |
| 松江局   | 『NHKニュースワイド島根』 |
| 岡山局   | 『岡山ニュースワイド』 |
| 広島局   | 『中国ニュースワイド』→『NHKニュースワイドひろしま』 『ちゅうごくネットワーク特集』（1983年4月4日 - 、最終土）→『ちゅうごく土曜ワイド』（1985年4月1日 - ） |
| 山口局   | 『NHKニュースワイドやまぐち』 |
| 松山局   | 『NHKニュースワイドえひめ』・『土曜ワイド四国』 |
| 高松局   | 『NHKニュースワイドかがわ』 |
| 徳島局   | 『NHKニュースワイドとくしま』 |
| 高知局   | 『NHKニュースワイドこうち』 |
| 福岡局   | 『話題の窓』→『ニュースワイド九州・沖縄』 |